# Baissodes
Baissodes (лат.) — род вымерших мелких сфекоидных ос из семейства Angarosphecidae из отложений мелового периода. Название дано от имени места обнаружения Байсса.

## История
Один из древнейших родов ос, возраст отпечатков которых составляет от 136 до 122 млн лет (меловой период).

## Распространение
Великобритания, Китай, Монголия,  Россия (Бурятия, Байсса).

## Описание
Мелкие осы, длина менее 1 см (до 2 см у Baissodes magnus). Голова небольшая, глаза крупные. Педицеллус значительно мельче скапуса усика. Грудь компактная, короткая. Ноги короткие, толстые, лапки с шипиками. Переднее крыло с заострённой радиальной ячейкой. От близких родов (Oryctobaissodes и Trichobaissodes) отличается колготками с зубчиками, островершинной 3r и удлинённой 2rm.

## Классификация
Включает 4 вымерших вида. Род был впервые выделен в 1975 году советским палеоэнтомологом Александром Павловичем Расницыным
- Baissodes grabaui Ren, 1995[3]
- Baissodes longus Rasnitsyn, 1986
- Baissodes magnus Rasnitsyn, 1975
- Baissodes robustus Rasnitsyn, 1975typus